# TheoTown
TheoTown ist eine Städtebausimulation des deutschen Spieleentwicklers Blueflower. Das Spiel wurde erstmals 2015 für Android veröffentlicht und erschien seitdem auch für iOS, Microsoft Windows, macOS und Linux. TheoTown wurde über 10 Millionen Mal heruntergeladen.

## Spielprinzip
Das genretypische Spielprinzip von TheoTown ähnelt dem der SimCity-Reihe, die maßgeblich als Inspiration diente. Der Spieler verwaltet seine eigene Stadt aus einer isometrischen Ansicht heraus, platziert dabei Gebäude, Straßen und Schienen um die Stadt im Verlauf des Spiels immer weiter anwachsen zu lassen.

## Entwicklung
TheoTown ging aus dem The City-Project genannten Aufbausimulationsspiel von Christian Wiegel hervor, der 2003 mit dessen Entwicklung für Microsoft Windows und Mac OS begann. Aus diversen Gründen stellte er das Projekt 2007 wieder ein. Im September desselben Jahres begann er die Entwicklung von TheoTown mit der Spiel-Engine Blitz3D. Das Spiel hatte SimCity 2000 zum Vorbild, sollte jedoch wesentlich weniger Komplexität aufweisen, um von Kindern besser verstanden werden zu können. Auch dieses Projekt wurde nie zur Veröffentlichung gebracht und die Entwicklung stoppte 2010.
Während Wiegel sich anderen Projekten widmete, wurde Programmierer Fabian Miltenberger auf TheoTown aufmerksam und erhielt die Zustimmung, das Projekt fortzuführen. Die Spiel-Engine wurde zu BlitzMax aktualisiert, während der wesentliche Teil des Codes beibehalten wurde. Miltenberger experimentierte mit Touchscreen-Bedienung und veröffentlichte während der Entwicklung regelmäßig Videos des Prototyps im Forum der Spiel-Engine. Durch steigende Komplexität des Codes stagnierte die Entwicklung 2011 erneut.
Mit zunehmender Verbreitung von Android Anfang der 2010er-Jahre kehrte Miltenberger 2015 zu seinem Projekt zurück mit dem Ziel, es als Android-Spiel umzusetzen. Am 11. April 2015 stellte er die erste spielbare Version von TheoTown der Öffentlichkeit zur Verfügung. Kurz darauf kehrte auch Initiator Christian Wiegel zurück und steuerte Grafiken für das Android-Spiel bei. 2016 wechselte der Prototyp von der Alpha- in die Beta-Phase.
2019 kündigte Miltenbergers Softwareentwicklungsunternehmen Blueflower unter dem Codenamen TheoTown 66 im Forum des Spiels die Portierung auf iOS, Windows, macOS und Linux an. Am 5. Juni 2019 erschien TheoTown für PC via Steam. Ein umfangreiches Update ist mit TheoTown 67 angekündigt und soll erstmals einen Mehrspielermodus beinhalten.

### Plug-Ins
TheoTown enthält ein Forum, in dem von angemeldeten Benutzern Plug-Ins zum Spiel veröffentlicht werden können. Darunter finden sich zusätzliche Gebäude, Dekorationen und Denkmäler. Die in Bitmap-Grafik gezeichneten Ergänzungen werden über eine Lua-Schnittstelle in das Spiel integriert.

### Geschäftsmodell
Während die Android-Fassung kostenlos spielbar ist und im Spiel diverse Möglichkeiten für Mikrotransaktionen bietet, sind die PC- und iOS-Versionen von TheoTown kostenpflichtig.

## Rezeption
TheoTown erzielte nach Angaben des Google Play Store über 10 Millionen Downloads auf Android. 148Apps.com beurteilte TheoTown in einem Test als ein „ziemlich perfektes Smartphone-Spiel“ („pretty perfect mobile title“). Das Spiel gebe dem Spieler, im Gegensatz zu vergleichbaren Städtebausimulationen, wesentlich mehr Freiheiten, die Stadt nach den eigenen Wünschen zu bauen, dass einem nicht so bald die Möglichkeiten ausgehen würden. Giacomo Lawrance lobt in seinem Blog The Nerdy Student den hohen Detailgrad und nennt das Spiel ein Must-Have für jeden Fan von SimCity 2000 und des Genres. John Kittz kritisiert unter anderem den Einsatz von kostenpflichtiger Währung für zusätzliche Inhalte, lobt TheoTown dennoch für seine gelungene Pixelgrafik, diversen Möglichkeiten zur Modifikation und Gebäude-Bauzeiten, die nicht wie in anderen Free-to-play-Titeln Stunden und Tage dauern würden.